# Messeraale
Die Messeraale (Gymnotidae) sind eine Familie der Neuwelt-Messerfische (Gymnotiformes). Die Fische leben in Mittelamerika, von Südmexiko bis Panama und im nördlichen und zentralen Südamerika. Sie fehlen im nordöstlichen Brasilien im Unterlauf des Rio São Francisco. Gymnotus inaequilabiatus hat mit dem Río Paraguay das südlichste Verbreitungsgebiet. Gymnotus carapo kommt auch in Gewässern auf Trinidad vor.

## Merkmale
Der Körper der Messeraale ist aalartig langgestreckt und hat einen, zumindest im vorderen Teil, drehrunden Querschnitt. Wie bei allen Messerfischen ist die Afterflosse lang ausgezogen und zum Hauptantriebsorgan geworden. Rücken-, Schwanz- und Bauchflossen fehlen. Fast alle Arten sind von bräunlicher Farbe, einige haben ein Muster aus vielen dunklen Querstreifen oder Flecken. Messeraale der Gattung Gymnotus werden zehn bis 60 Zentimeter lang; sie haben kleine Schuppen und ihr Maul ist oberständig. Die Zitteraale erreichen eine Maximallänge von 2,50 Meter; haben keine Schuppen und das Maul ist endständig. Alle Messeraale können mit umgewandelten Muskelzellen ein elektrisches Feld erzeugen, das bei Gymnotus zur Orientierung und zur Kommunikation mit Artgenossen dient, bei den Zitteraalen dem Beutefang.

## Lebensweise
Die Fische sind dämmerungsaktiv und leben meist in strömungsarmen Bereichen großer Flüsse oder in Sümpfen. Alle Messeraale leben carnivor von kleineren Wirbellosen und Fischen.

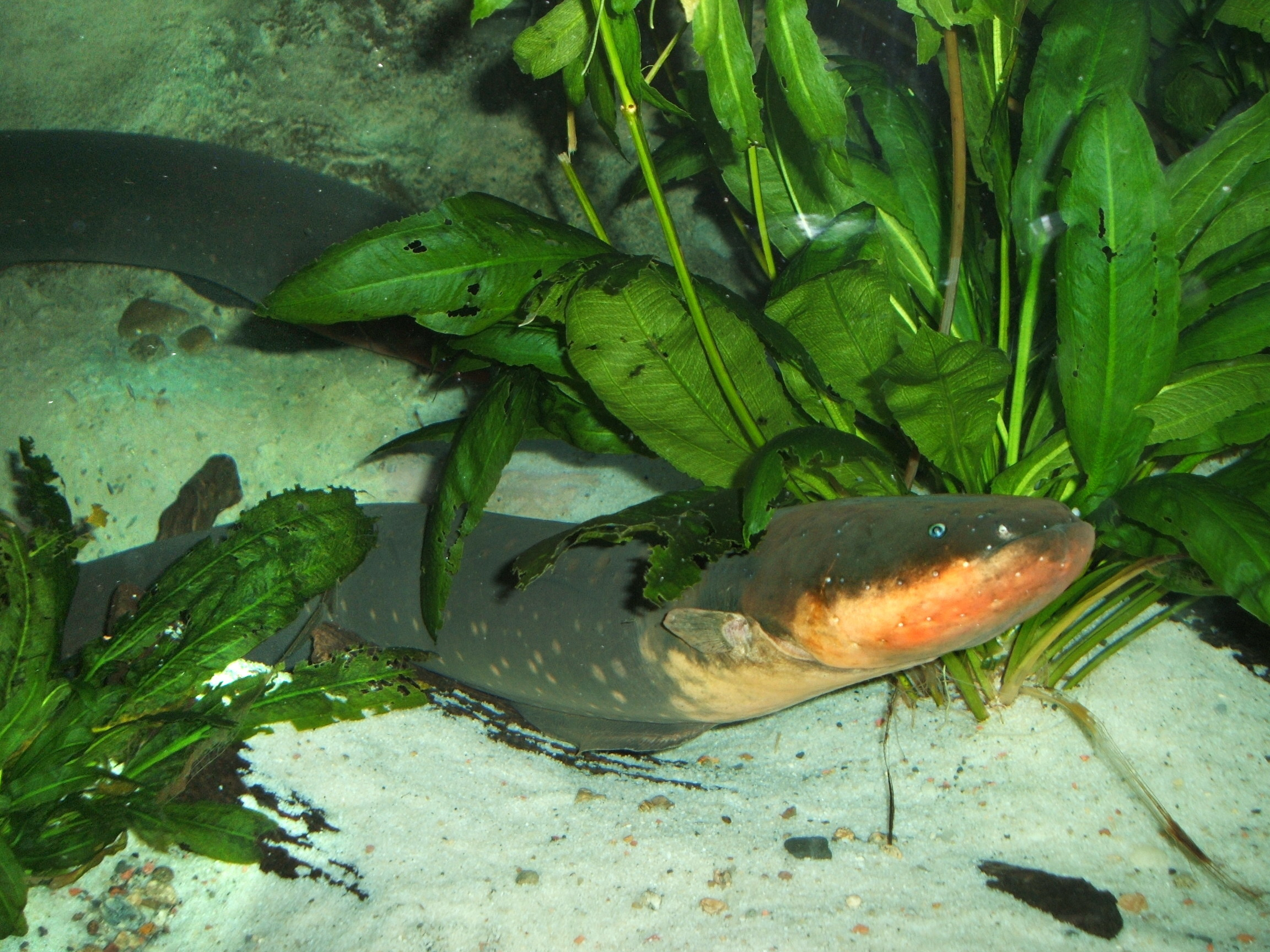
Zitteraal

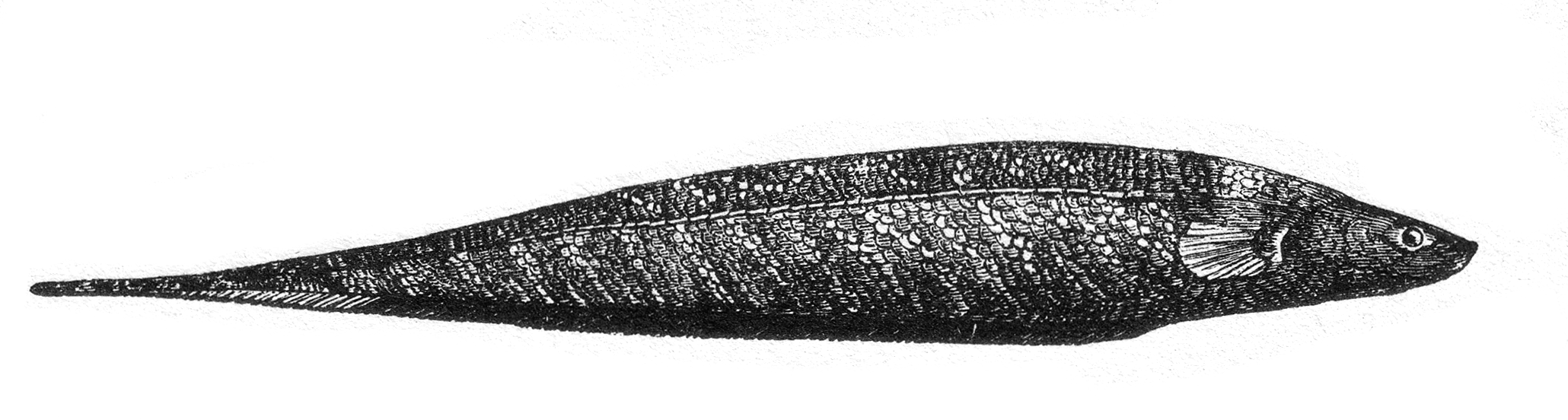
Gebänderter Messeraal (Gymnotus carapo)

## Systematik
Heute zählt man fast 50 Arten in zwei Gattungen zur Familie der Messeraale die in zwei Unterfamilien gestellt werden. Der Zitteraal wurde, bis seine enge Verwandtschaft mit Gymnotus festgestellt wurde, in die eigene Familie Electrophoridae gestellt.
- Unterfamilie Electrophorinae Ellis, 1913
  - Gattung Zitteraale (Electrophorus) Gill, 1864.[1]
- Unterfamilie Gymnotinae Ellis, 1913
  - Gattung Gymnotus Linnaeus, 1758[2]